# Ostslowakei

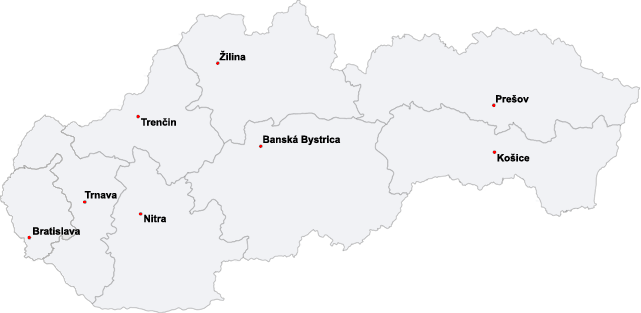
Die Ostslowakei entspricht etwa den beiden Landschaftsverbänden Prešovský kraj (rechts oben, Zentrum Prešov) und Košický kraj (rechts unten, Zentrum Košice)

Die Ostslowakei (slowakisch východné Slovensko) ist die traditionelle Bezeichnung des östlichen Drittels der Slowakei.
Von 1960 bis 1990 bestand ein besonderer Landschaftsverband Východoslovenský kraj (Ostslowakischer Landschaftsverband), der ungefähr dem Gebiet der heutigen zwei Landschaftsverbände Prešovský kraj und Košický kraj entsprach. Heute ist die Ostslowakei kein eigenständiger Verwaltungs- oder sonstiger Bezirk mehr. Es besteht allerdings eine Ostslowakische „Region“ (Východné Slovensko) für statistische Zwecke der EU (NUTS 2 beim Eurostat), die dem Gebiet des Košický kraj und des Prešovský kraj entspricht.
Das Gebiet grenzt an Polen im Norden, die Ukraine im Osten und Ungarn im Süden.

## Klima, Berge, Flüsse

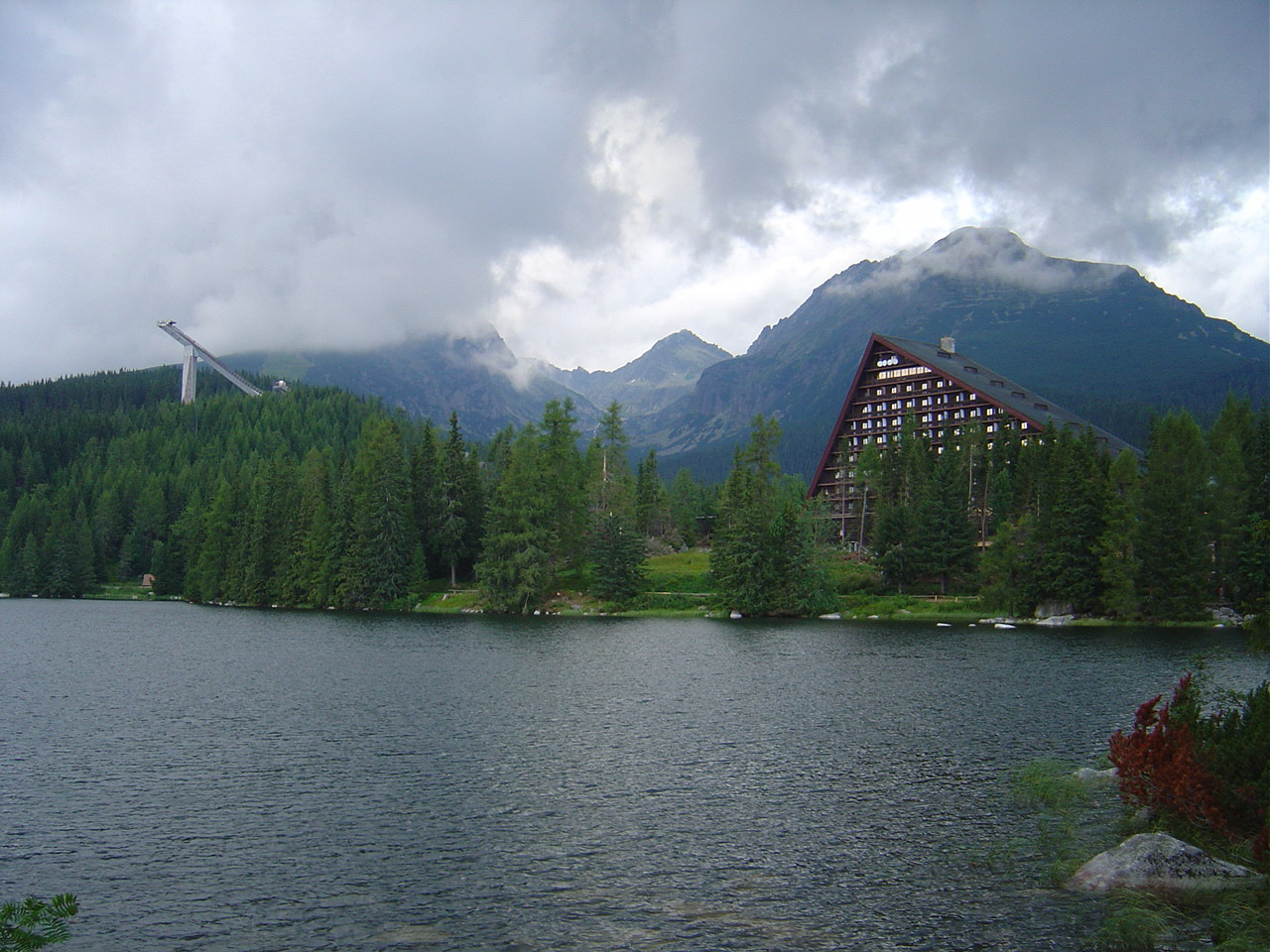
Štrbské Pleso, Wintersportzentrum in der Hohen Tatra

Das Klima ist vorwiegend kontinental mit trockenen, heißen Sommern und feuchten, kalten Wintern. In höheren Lagen liegt 130 Tage im Jahr Schnee. In tieferen Lagen ist die Januartemperatur knapp unter Null, im Juli und August können Tagesschnitte von 30° überschritten werden. Eine besonders lange Sonnenscheindauer von bis zu 2.200 Stunden im Jahr zeichnet die Region östlich von Košice in Richtung Ukraine aus.
Geomorphologisch verläuft ungefähr bei Bardejov die Trennlinie zwischen den Westkarpaten und den Ostkarpaten. Im Südosten befindet sich die Ostslowakische Tiefebene (manchmal als „Unteres Semplin“ bezeichnet), die Höhen von 90 bis 100 m n.m. hat, von der aber einige kleine Gebiete sogar unterhalb des Meeresspiegels liegen. Bis auf das Gebiet um den Fluss Poprad entwässert die Ostslowakei in die Ostslowakische Tiefebene.
In der Ostslowakei gibt es ein Hochgebirge (die Hohe Tatra) und viele Mittelgebirgsketten (zum Beispiel der östliche Teil des Slowakischen Erzgebirges, Levočské vrchy (dt. Leutschauer Berge) und das vulkanische Vihorlat-Gebirge mit 1000 bis 1500 m).
Die Hauptflüsse sind der Poprad, die Torysa, der Hornád, die Ondava, die Latorica. Durch den Zusammenfluss letzterer zwei Flüsse entsteht der Bodrog. Der Hornád, der aus der Niederen Tatra kommt und in einem langen Bogen nach Süden umbiegt, fließt in terrassenartigen Stufen unter der Altstadt von Košice vorbei und mündet nach etwa 300 km beim ungarischen Miskolc in die Theiß.

## Charakteristik

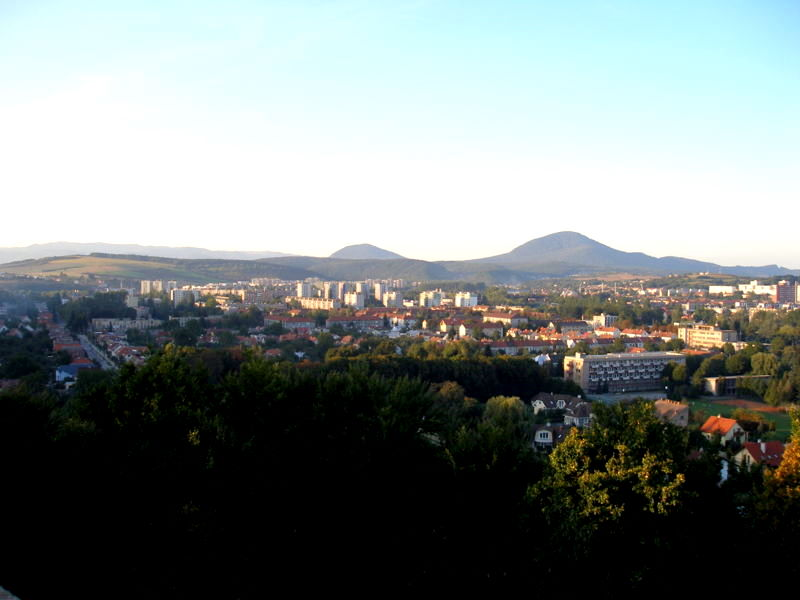
Prešov, zweitgrößte Stadt der Ostslowakei

Die größte Stadt der Ostslowakei ist Košice, die mit großem Abstand zweitgrößte Stadt des Landes. Sie hat zahlreiche höhere Schulen und mehrere Universitäten wie z. B. die Pavol Jozef Šafárik Universität und auch Prešov, die zweitgrößte Stadt der Region und drittgrößte der Slowakei, bietet einiges für Studenten und Besucher. Die drittgrößte Stadt der Region ist Bardejov im Norden mit reizvoller Umgebung und einem gut erhaltenen Stadtzentrum im Renaissance-Stil.
Im Nordosten der Ostslowakei leben noch einige Russinen und Ukrainer, im Süden eine magyarische Minderheit und in der gesamten Ostslowakei zahlreiche Roma, die stärker als die Restbevölkerung von Arbeitslosigkeit betroffen sind. Die Roma leben heute insbesondere in der ehemaligen Zips.
Viele Gebiete der Ostslowakei zählen in jeder Hinsicht zu den rückständigsten der Slowakei. Dies hat diverse historische Ursachen, ist heute aber nach dem Zusammenbruch des Kommunismus im Jahre 1989 vor allem auf die vielfach (immer noch) fehlenden Verkehrsverbindungen mit der fortgeschritteneren Westslowakei zurückzuführen. Eine Autobahnverbindung, die Autobahn D1, befindet sich zwar im Bau, da jedoch die Autobahn von Budapest nach Miskolc aufgrund von fehlenden Gebirgszügen voraussichtlich früher fertig wird, wird wohl für einige Jahre die ungarische Autobahn die kürzeste Verbindung zwischen der slowakischen Hauptstadt Bratislava und der slowakischen Zweitstadt Košice sein.
Auch der Fremdenverkehr kommt durch die langen Verkehrswege nur langsam in Schwung, obwohl die Ostslowakei – wie die gesamte Slowakei – schöne Landschaften, alte Städtchen, die Hohe Tatra (die jedoch oft bereits als Mittelslowakei betrachtet wird) und die bekannten Badeseen Zemplínska šírava und Veľká Domaša bietet.

## Geschichte
Die Ostslowakei stellte in der Geschichte des Königreichs Ungarn, dessen Bestandteil sie vom Ende des 11. Jahrhunderts (südliche Teile) bzw. Anfang des 14. Jahrhunderts (nördliche Teile) war, schon immer ein mehr oder weniger besonderes Gebiet mit Košice als De-facto-Hauptstadt dar.
Die Grenze des Hauptgebietes des Neutraer Fürstentums endete im 11. Jahrhundert wahrscheinlich irgendwo bei Košice. Auch die Grenze des im Mittelalter jahrhundertelang bestehenden Erzbistums von Esztergom, das die West- und Mittelslowakei umfasste, endete ungefähr dort, wo die Ostslowakei beginnt Im 16. und 17. Jahrhundert wurde schließlich die Ostslowakei und die angrenzenden Gebiete als „Oberungarn“ bezeichnet. Auch einige der ostslowakischen Dialekte sind für sonstige Slowaken kaum verständlich.

## Geologie und Bergbau

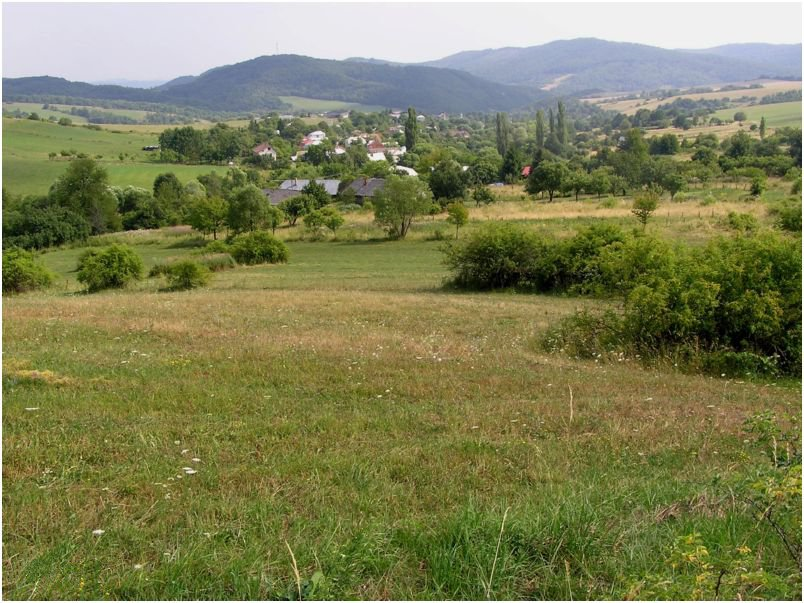
Die Gemeinde Miková im Okres Stropkov

In der Mittel- und Ostslowakei findet man Braunkohle, kleine Mengen an Eisenerz, Buntmetalle (v. a. Kupfer), Mangan- und Antimonerz. Auch Quecksilber, Blei und Zink wird abgebaut, an mehreren Stellen Salz, und man nutzt die gute Qualität von Dolomit und Ziegelton.

## Wirtschaft und Industrie
Agrarflächen ca. 30 %, größere Industrieansiedlungen gibt es bei Košice, Michalovce, Prešov und Poprad.